# Vittorio Magni
Vittorio Magni, né le 8 février 1918 à Massarella Di Fucecchio en Toscane et mort le 4 avril 2010 à Milan, est un coureur cycliste italien, professionnel de 1946 à 1951. Son frère Secondo Magni (1912-1997) fut coureur cycliste professionnel  

## Palmarès
- 1946
  - Gran Premio Industria del Cuoio e delle Pelli
- 1947
  - 8e du Tour des Apennins
- 1948
  - 3e du Grand Prix Ceramisti
- 1950
  - 2e de la Coppa Pietro Linari
  - 3e du Grand Prix Massaua Fossati

## Résultats sur les grands tours

### Tour de France
- 1948 : 38e

### Tour d'Italie
4 participations
- 1946 : abandon
- 1947 : 16e
- 1948 : 17e
- 1949 : 35e